# Crandallite
La crandallite è un minerale appartenente al gruppo della plumbogummite descritta per la prima volta nel 1917 in base ad un ritrovamento avvenuto fra gli scarti della miniera di Brooklin nei pressi di Silver City nel distretto minerario di Tintic nello Utah, Stati Uniti d'America. Il nome del minerale è stato attribuito in onore dell'ingegnere M. L. Crandall.
La crandallite è l'analogo della plumbogummite contenente calcio al posto del piombo e l'analogo dell'arsenocrandallite contenente fosforo al posto dell'arsenico.
La deltaite, descritta nel 1930 in noduli di variscite provenienti da Fairfield, Utah, come cristalli concresciuti con incrostazioni di crandallite, è stato appurato che si tratta di crandallite miscelata con apatite.

## Morfologia
La crandallite è stata scoperta sotto forma di masse compatte di aspetto botrioidale formate da fibre finissime. Comunemente si trova sotto forma di aggregati nodulari formati di strati concentrici costituiti da fibre subparallele o incrociate. Si può rinvenire anche con aspetto simile al calcedonio o all'agata composta da fini granuli che diventano più compatti o con struttura radiale fibrosa o sferule a bande.
La crandallite è pseudomorfa della wavellite, della minyulite e di altri minerali del fosfato assumendone quindi la forma dei cristalli mentre i cristalli originali sono rari e di piccole dimensioni con aspetto romboedrico pseudocubico o di prismi trigonali terminati in {0001} o ancora rosette o fibre allungate perpendicolari a [0001].

## Origine e giacitura
La crandallite proviene da vene costituite soprattutto da pirite ed enargite con minori quantità di galena e blenda ricoperta da tenorite e si presume si sia originato per alterazione di minerali preesistenti con composizione simile.
In Italia è stata trovata anche in una grotta del Carso (Abisso Bonetti 393/765VG), assieme ad altri fosfati. La sua genesi è legata al guano dei pipistrelli.

## Varietà
La viséite è una varietà di crandallite ricca di silicio.